# Libnotes perluteola
Libnotes perluteola är en tvåvingeart som först beskrevs av Alexander 1972.  Libnotes perluteola ingår i släktet Libnotes och familjen småharkrankar. Inga underarter finns listade i Catalogue of Life.